# Maisonnais-sur-Tardoire
Maisonnais-sur-Tardoire, Okzitanisch Maisonès, ist eine Gemeinde im Südwesten Frankreichs mit 376 Einwohnern (Stand 1. Januar 2022). Sie gehört zur Region Nouvelle-Aquitaine (vor 2016 Aquitanien), zum Département Haute-Vienne, zum Arrondissement Rochechouart und zum Kanton Rochechouart. Zuständiger Gemeindeverband ist die Communauté de communes Ouest Limousin.

## Geographie
Maisonnais-sur-Tardoire ist die westlichste Gemeinde des Départements Haute-Vienne und grenzt an das Département Charente im Westen und an das Département Dordogne im Süden. Bis nach Saint-Mathieu im Osten sind es sechs Kilometer, das in der Charente gelegene Montbron im Westsüdwesten ist 24 Kilometer entfernt.
Maisonnais-sur-Tardoire wird von folgenden sieben Nachbargemeinden umgeben:
| Sauvagnac (Département Charente)   | Les Salles-Lavauguyon                       | Chéronnac                                    |
| Roussines (Département Charente)   | Kompassrose, die auf Nachbargemeinden zeigt | Saint-Mathieu                                |
| Busserolles (Département Dordogne) |                                             | Champniers-et-Reilhac (Département Dordogne) |

Zur Gemeinde gehören folgende Weiler, Gehöfte, Schlösser, Mühlen und Geländepunkte: Bellevue, Chadalais, Chapelas, Château de Lavauguyon (Ruine), Château Rocher, Chez Faquet, Chez Réveilloux, Forêt du Gouénaix, Forêt de Lavauguyon, Galonieix, L’Age, L’Allée, La Besse, La Beysse, La Boguerie, La Borderie, La Côte, La Font Trouvée, La Grange, La Grave, La Guérite, La Ménardie, La Rousserie, Labraud, Lavauguyon, Le Clos de Ribières, Le Gouénaix, Le Graffeuil, Le Masveyraud Grand, Le Moulin de l’Age, Le Moulin de Fontfroide, Le Moulin de Maisonnais, Le Moulin de Raux, Le Poirier, Le Puy, Lécanie, Les Chenades, Les Cirejoux, Les Couteaudoux, Les Coutures, Les Dognons, Les Grands Champs, Les Landes (zweimal), Les Maisonnettes, Les Pécoux, Les Reitallas, Maisonnais, Mauron, Moulin de Chadalais, Sableronne, Talonat, Tramer, Vaux, Vérinelles, Vieux Château und Villa Marie.

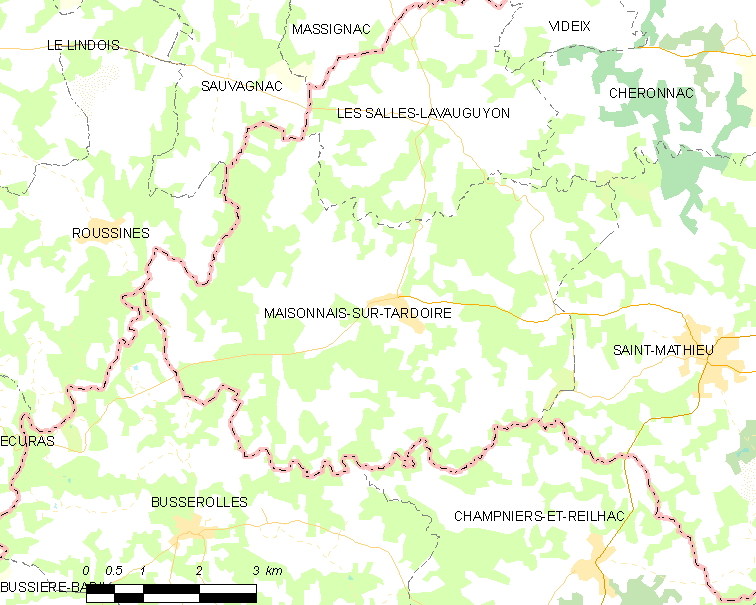
Lagekarte von Maisonnais-sur-Tardoire

In Maisonnais-sur-Tardoire liegt der tiefste Punkt mit 165 Meter bei Le Pont Rouchaud an der Tardoire im äußersten Westen. Der topographisch höchste Punkt mit 306 Meter befindet sich bei Les Dognons im Osten. Die absolute Höhendifferenz beträgt 141 Meter.
Das Siedlungsgebiet liegt im Durchschnitt auf 275 Metern über dem Meer, der Ortskern zwischen 280 und 265 Meter. Es stellt einen plateauartigen Höhenrücken dar, der nur ganz allmählich von Ost nach West an Höhe verliert.

### Verkehrsanbindung
Durch die Ortschaft quert in Ost-West-Richtung die vormalige Route nationale 699 von Saint-Mathieu nach Écuras und weiter nach Montbron. Von ihr zweigt an der Ostgrenze vor Les Dognons nach Norden die D 33 nach Les Salles-Lavauguyon ab. Ein weiterer Abzweig westlich vom Ortskern in Richtung Süden ermöglicht über die D 90 E5 einen Anschluss an die D 90 von Champniers-et-Reilhac nach Busserolles.
Über die D 33a (bzw. D 110 in der Dordogne) hat der Ortskern Verbindung mit Champniers-et-Reilhac im Südosten. Nach Norden stellt dieselbe D 33a eine Verbindung mit Les Salles-Lavauguyon her. Die D 8 B1 verlässt den Ortskern in nordwestlicher Richtung und verbindet ihn mit Sauvagnac. Entlang der Westgrenze verläuft die D 88 von Busserolles nach Roussines.

### Bodenbedeckung

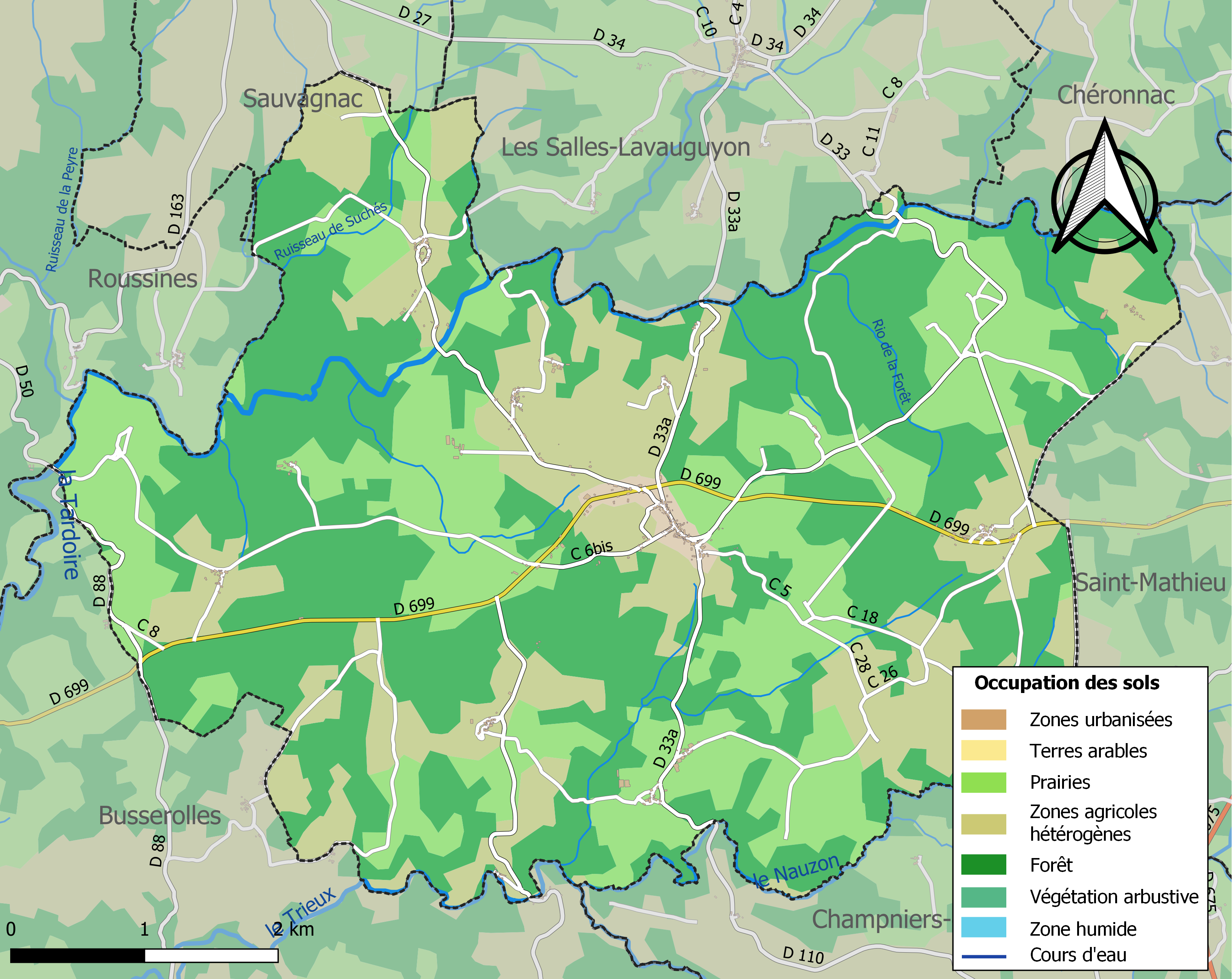
Bodenbedeckung in Maisonnais-sur-Tardoire

Die Bodenbedeckung der Gemeinde Maisonnais-sur-Tardoire schlüsselt sich im Jahr 2018 gemäß der europäischen Datenbank CORINE Land Cover (CLC) wie folgt auf:
- Wälder – 48,0 %
- Wiesen – 27,6 %
- heterogene landwirtschaftliche Nutzung – 23,6 %
- bebaut – 0,8 %

Die landwirtschaftliche Nutzung steht eindeutig im Vordergrund, sie ist aber für die rein landwirtschaftliche Nutzung (bestehend aus heterogener Landwirtschaft inklusive Wiesen) von 51,8 % im Jahr 1990 auf 51,2 % im Jahr 2018 leicht zurückgegangen. 

## Hydrographie

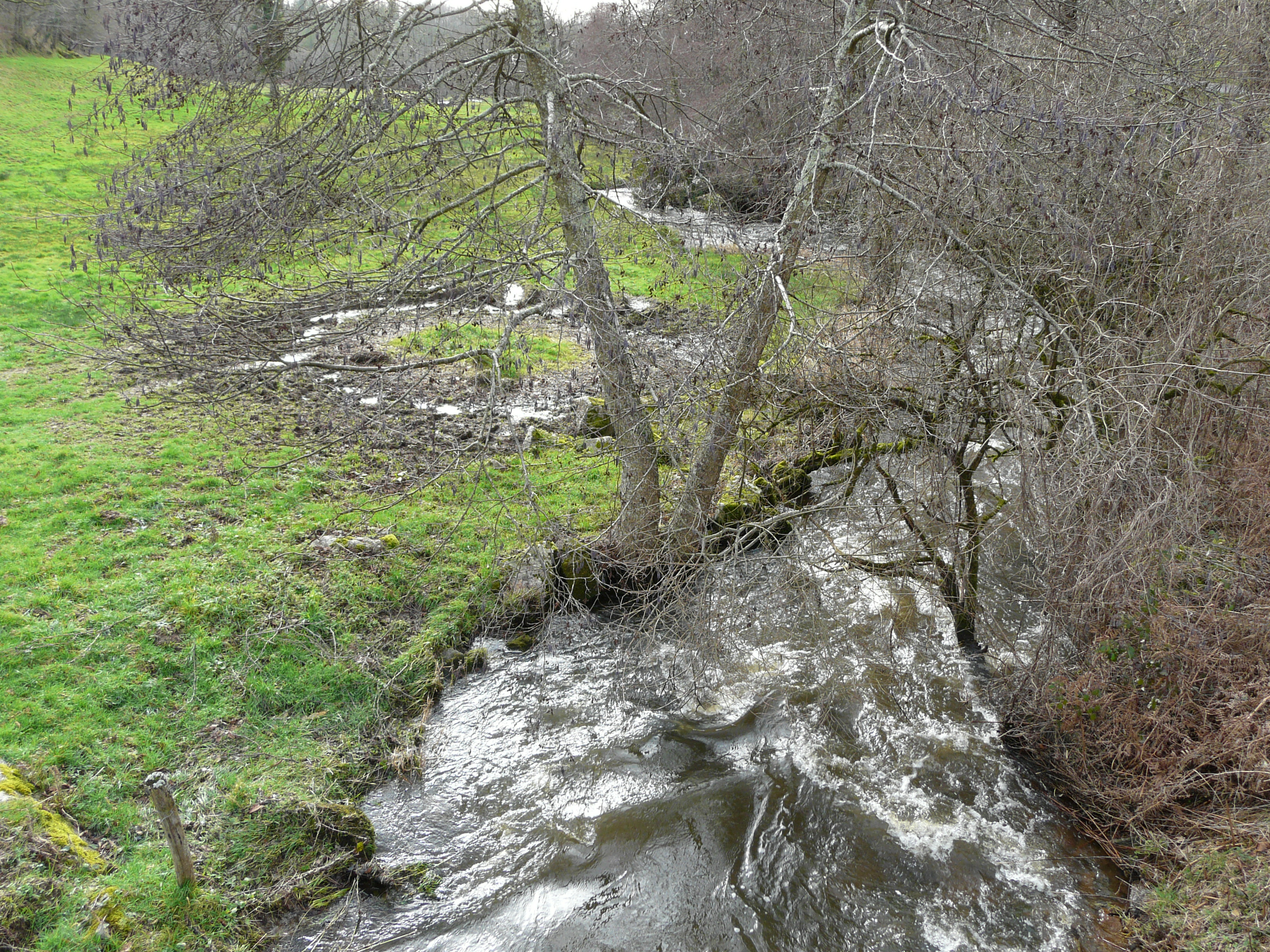
Der Nauzon, Grenzfluss im Südosten

Die Tardoire tangiert die Gemeindegemarkung im Norden und bildet teilweise deren Grenze zu den Nachbargemeinden Les Salles-Lavauguyon und Roussines. Nauzon und Trieux definieren die Südgrenze zu den Gemeinden Champniers-et-Reilhac und Busserolles. Beide Flusssysteme entwässern mäandrierend nach Westen und haben sich gut 50 Meter in die Plateaufläche des kristallinen Grundgebirges eingeschnitten. Vom Plateau aus drainieren mehrere kleinere Nebenbäche (mit Ausnahme des Rio de la Forêt alle namenlos) sowohl nach Nord als auch nach Süd. Die Nordwestecke wird von dem aus der Gemeinde Sauvagnac im Nordnordosten kommenden Le Suchés durchflossen – einem rechten Nebenfluss der Tardoire, der vor seiner Mündung die Grenze zu Roussines bildet.

## Geologie

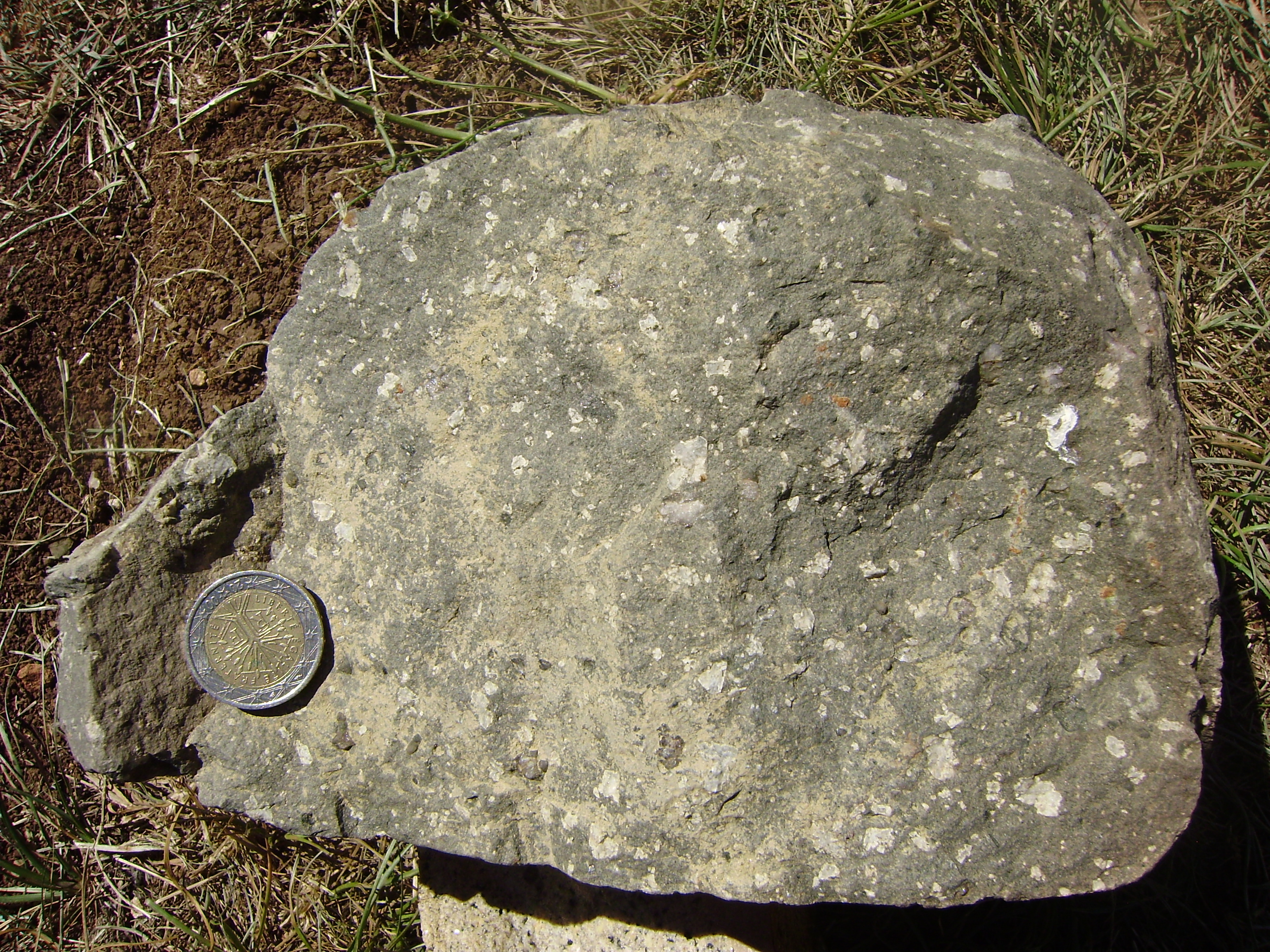
Hellgrauer porphyrischer Mikrogranit der nördlichen Apophyse, gefunden bei Le Moulin de l’Age

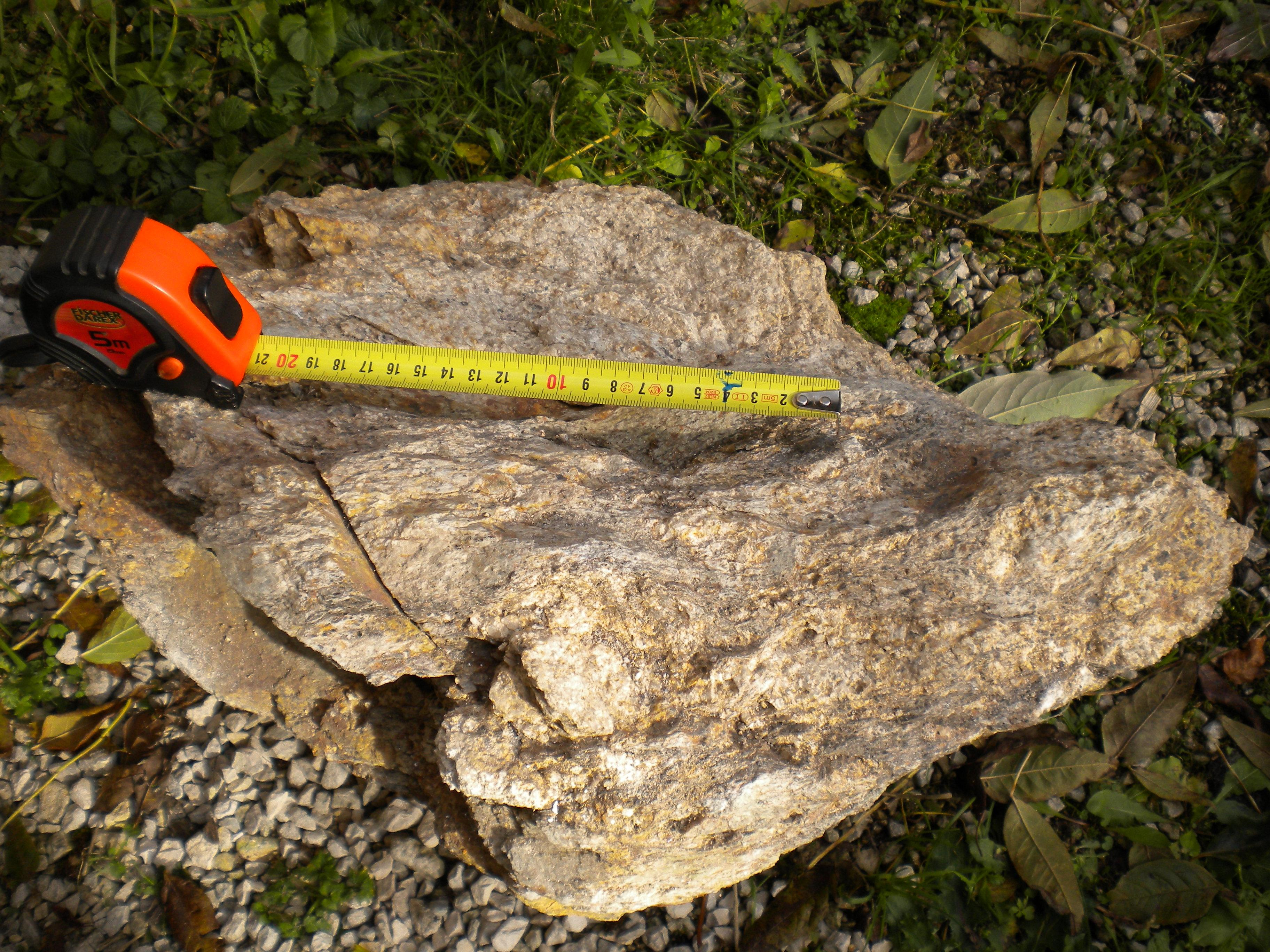
Roussines-Leukogranit vom Fundort Vaux

Die Gemeinde Maisonnais-sur-Tardoire liegt vollständig auf dem variszischen Grundgebirge des nordwestlichen Massif Central. Strukturell gehört sie zum Saint-Mathieu-Dom.
Der Ostteil wird vom Saint-Mathieu-Leukogranit unterlagert. Im Westteil erscheint die nördliche Apophyse des Piégut-Pluviers-Granodiorits (μγ3M bzw. μγ3-4), die von Paragneis (ζ1-2) und migmatitischem Paragneis (Metatexit – Mζ1-2) umhüllt wird. Der Paragneis im Süden der Apophyse streicht Ost-West und fällt mit 80 Grad recht steil nach Nord ein. Er geht dann nach Norden in Metatexit über, dessen Streichrichtung nach Nordost dreht und dessen Einfallswinkel verflacht (auf 45 bis 15° nach Nordwest). Der Metatexit kann in die Apophyse eingeschuppt sein, beispielsweise nördlich von La Boguerie. Bei Talonat ist in den Metatexit ein Nordost-streichender Graphitschiefer (gra) eingeschaltet.
Im Nordabschnitt bei Mauron enthält die Apophyse Züge von koplanarem Roussines-Leukogranit (γζ1-2), die Ost-West streichen, mit 40 bis 60 Grad nach Nord einfallen und die Apophyse nahezu zweiteilen. Dieser Leukogranit ist stark tektonisiert und zeigt S-C-Gefüge.
Der Leukogranit tritt am Ortskern in seiner grobkörnigen Normalfazies (γ2M) auf, geht aber nach Westen in die feinkörnigere Fazies des Champniers-Reilhac-Leukogranits (γ2) über. Beide Fazies führen eine Nordnordwest-streichende Gangschar von Mikrograniten (μγ). Nördlich von Les Dognons durchsetzt ein Nordost-streichender  Quarzgang (Q)  die Normalfazies.
Ferner führt der Saint-Mathieu-Leukogranit hektometrische Einschlüsse von Glimmerschiefern (ξ1) aus der Parautochthonen Glimmerschiefereinheit, so bei Les Dognons, Labraud und La Ménardie. Linsen von Glimmerschiefern treten auch im Kontaktbereich der beiden Leukogranite und im Chéronnac-Leukogranit auf. Ihre Foliation streicht hier Nordost und fällt mit rund 45 Grad nach Nordwest ein.
Nördlich von La Ménardie wird entlang der Tardoire bereits der Chéronnac-Leukogranit (Oγ1) angetroffen, der in Ost-West-Richtung foliiert ist. 
Westlich des Ortskerns wird zwischen Les Landes und Sableronne der Höhenrücken von pleistozänem Kolluvium maskiert. Hierbei handelt es sich um Quarzkiesel in sandig-toniger Matrix (Formation HC). Die Flussniederungen von Tardoire, Trieux und Nauzon (unterster Abschnitt) sind mit holozänem Alluvium verfüllt – vorwiegend Feinsande mit kleinen Quarzkieseln (Formation Fy-z).
Das Grundgebirge wird von Störungen durchquert, die entweder parallel zu den Mikrogranitgängen verlaufen oder Nordnordost streichen.

## Ökologie

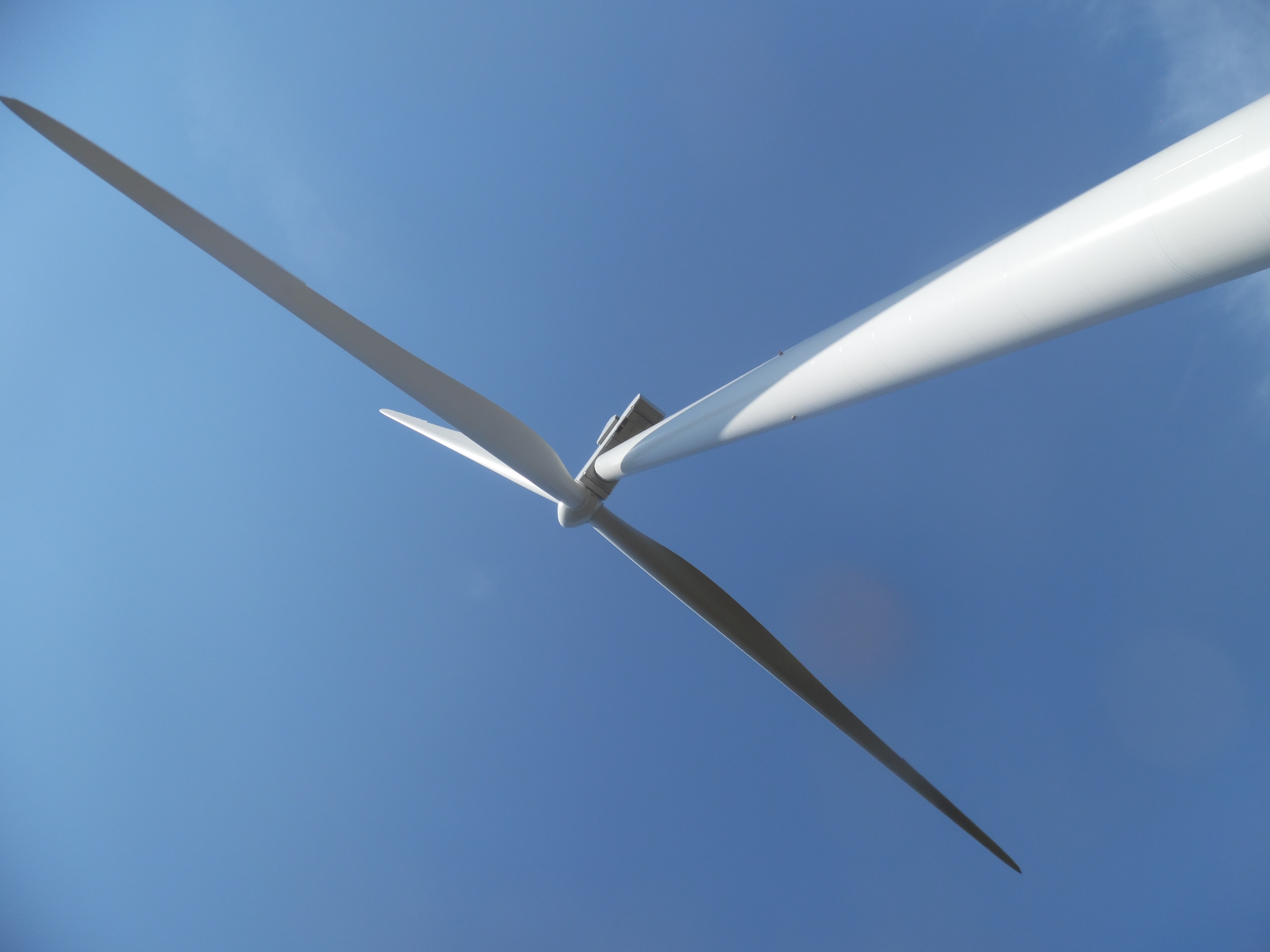
Windkraftanlage, von direkt unterhalb aufgenommen

### Naturpark
Die Gemeinde Maisonnais-sur-Tardoire bildet einen integralen Bestandteil des Regionalen Naturparks Périgord-Limousin.

### Windkraftanlagen
Im Mai 2015 erhielt die Gemeinde die Genehmigung zur Errichtung dreier Windkraftanlagen der 3 Megawatt-Klasse. Ihr Standort befindet sich auf dem Höhenrücken westlich des Ortskerns, in der Nähe von Chez Faquet an der D 699. Die dritte geplante Anlage bei Les Landes wurde aber inzwischen aufgrund von Protesten fallen gelassen. Im November 2019 wurden die Betonfundamente der beiden verbliebenen Anlagen E 1 und E 2 gegossen. Die Masten sind mittlerweile errichtet und die Inbetriebnahme ist für 2020 vorgesehen. Die beiden Windkraftanlagen waren zum 1. Oktober 2020 in Betrieb.

## Geschichte
Ältestes Bauwerk in der Gemeinde Maisonnais-sur-Tardoire ist die Burg Lavauguyon, die für das 13. Jahrhundert belegt ist, aber wahrscheinlich älter sein dürfte. Die Ortskirche Saint-Cyprien ist romanischen Baustils. Das Château Rocher ist ein Renaissanceschloss.

## Bevölkerungsentwicklung
| Jahr | Einwohner |  |
| 1962 | 912       |  |
| 1968 | 799       |  |
| 1975 | 696       |  |
| 1982 | 607       |  |
| 1990 | 512       |  |
| 1999 | 454       |  |
| 2004 | 477       |  |
| 2008 | 450       |  |
| 2009 | 444       |  |
| 2013 | 414       |  |
| 2014 | 400       |  |
| 2017 | 390       |  |
| 2018 | 387       |  |

Quelle: INSEE
Die Bevölkerung von Maisonnais-sur-Tardoire ist stark rückläufig (Gesamtverlust von 57 Prozent), sie hatte sich aber zwischen 1999 und 2004 kurzzeitig etwas erholt.
Die Gemeinde hat bei einer Fläche von 31,89 Quadratkilometer eine Bevölkerungsdichte von 12 Einwohner/km² – zusammen mit den Gemeinden Pensol und Les Salles-Lavauguyon die niedrigste im Kanton Rochechouart.

## Bürgermeister
Bürgermeister in Maisonnais-sur-Tardoire ist seit 2010 Raoul Rechignac, der im Juli 2020 wiedergewählt wurde.

## Sehenswürdigkeiten
- Burgruine Lavauguyon
- Kirche Saint-Cyprien
- Schloss Château Rocher
- Taubenschlag über Eingangsportal
- Aufrechter Gisant am Friedhofseingang

## Photogalerie

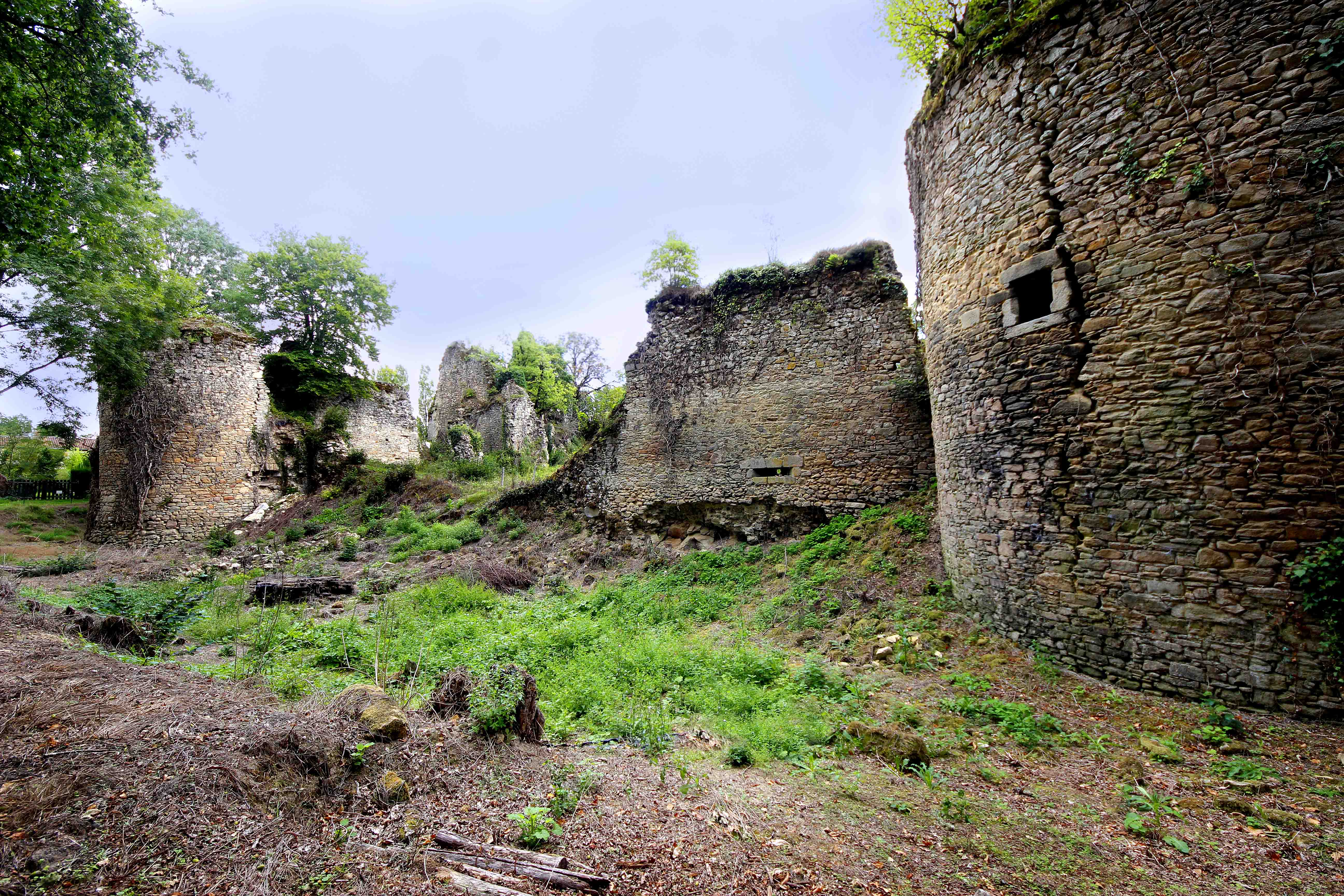
Burgruine Lavauguyon
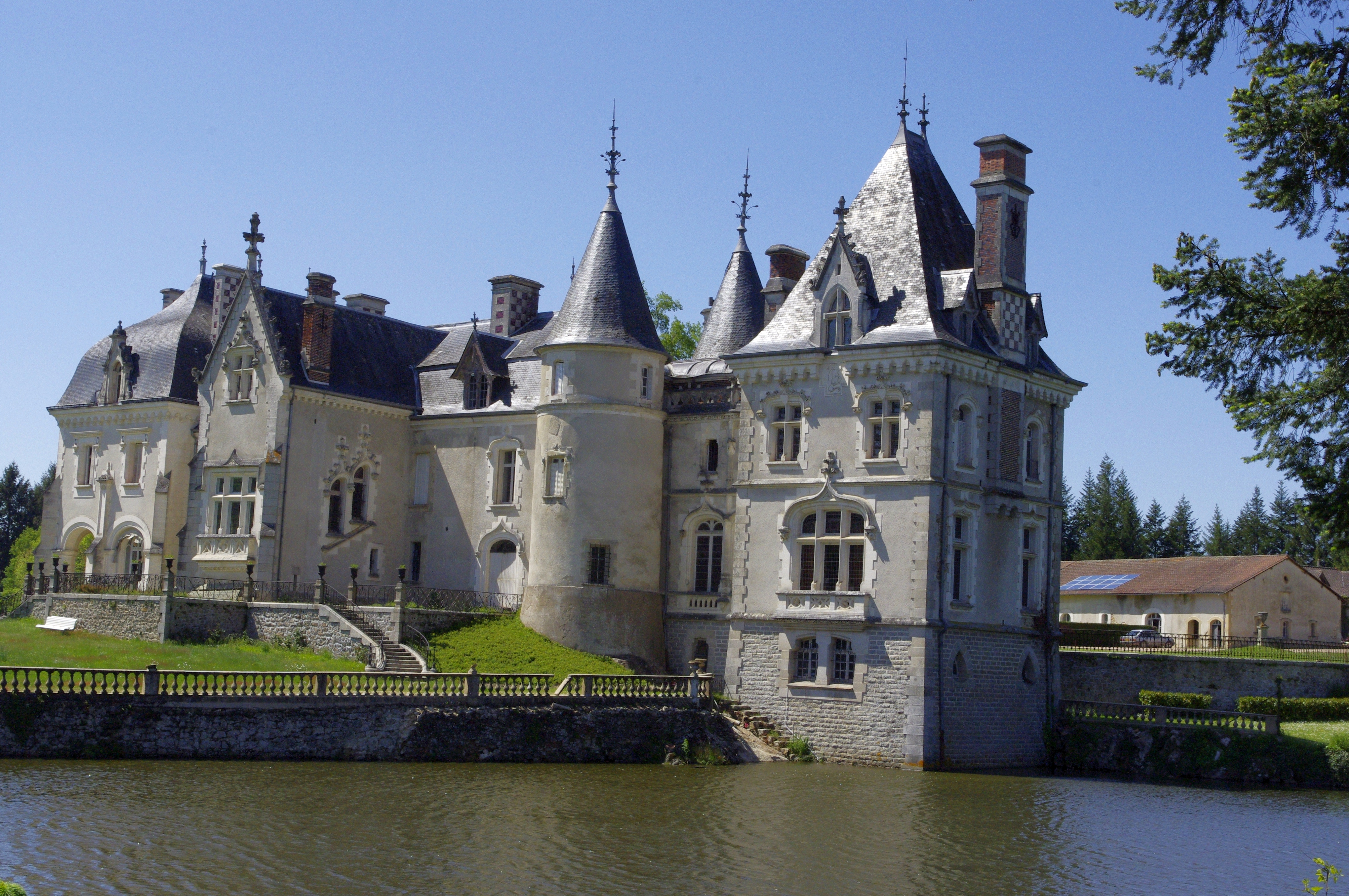
Schloss Rocher
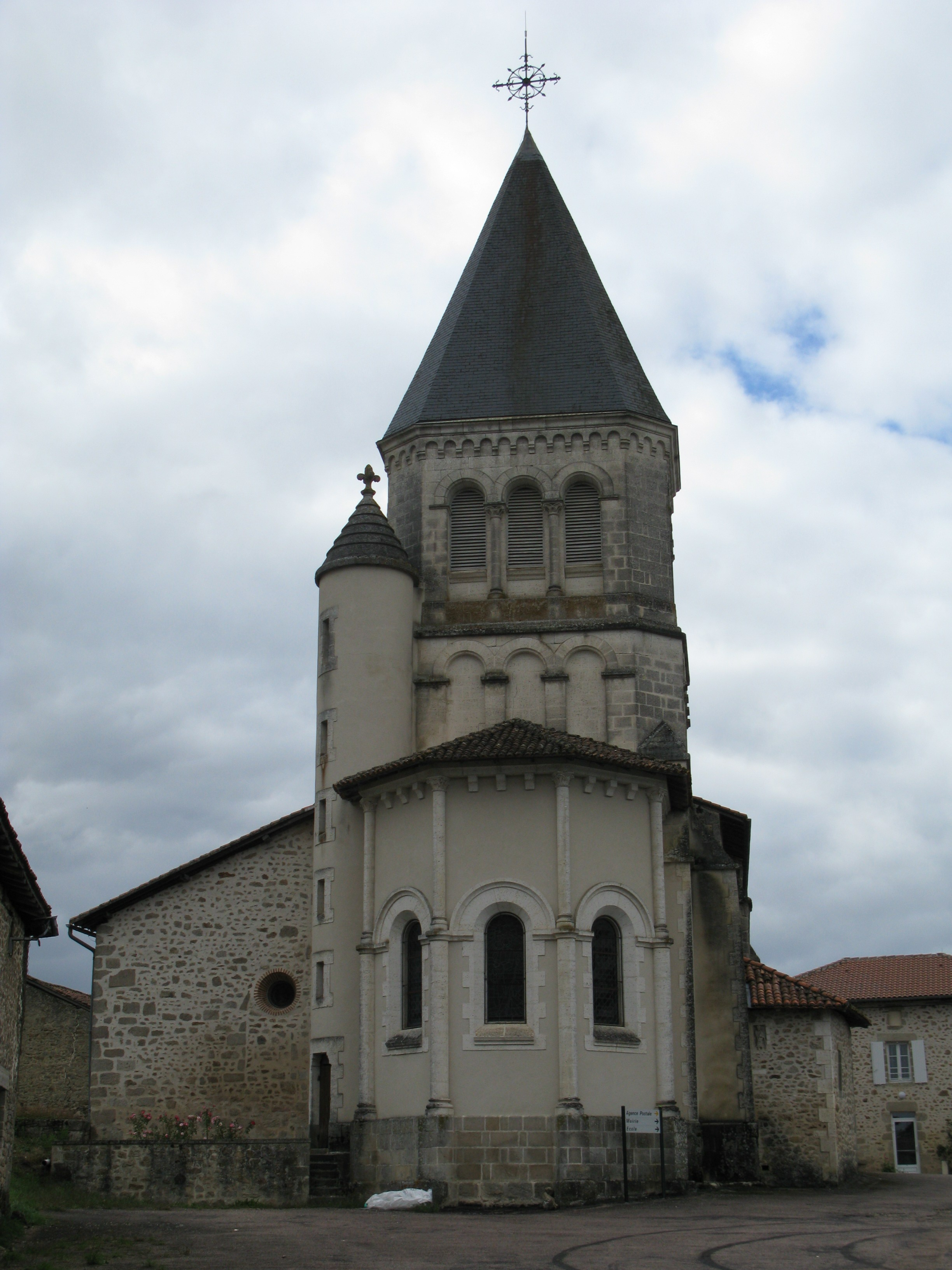
Kirche Saint-Cyprien
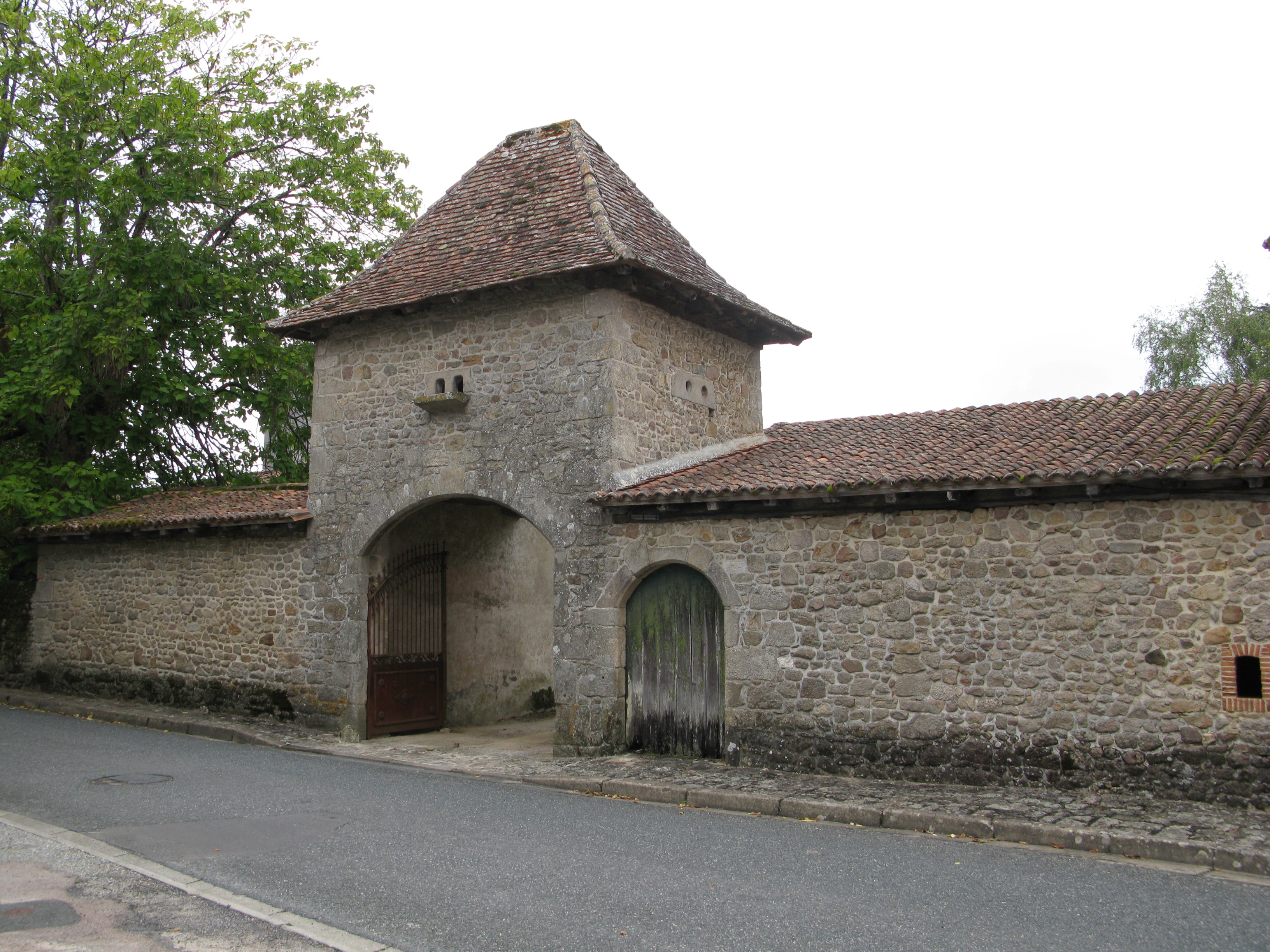
Taubenschlag über Eingangsportal
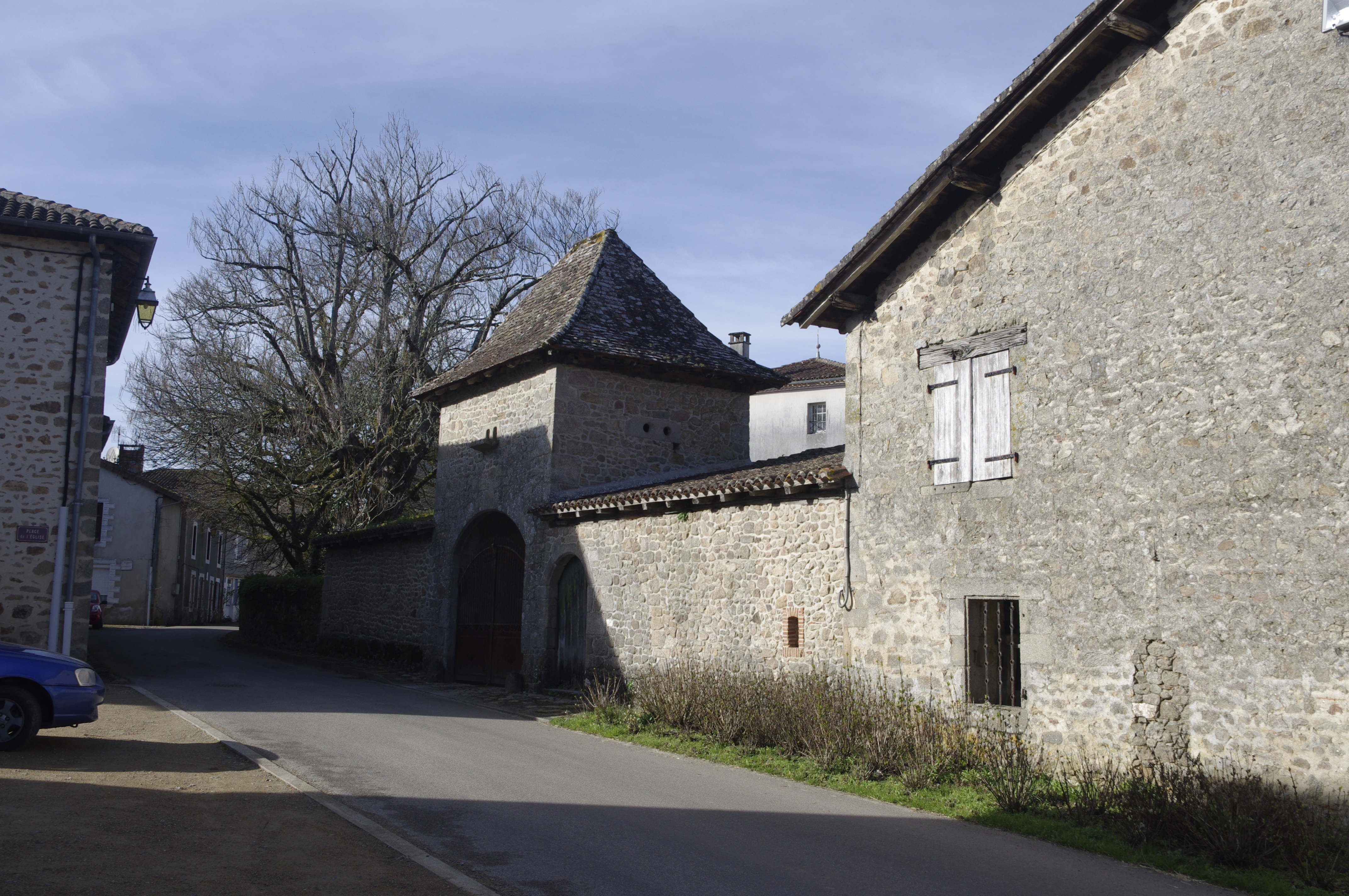
Platz an der Kirche
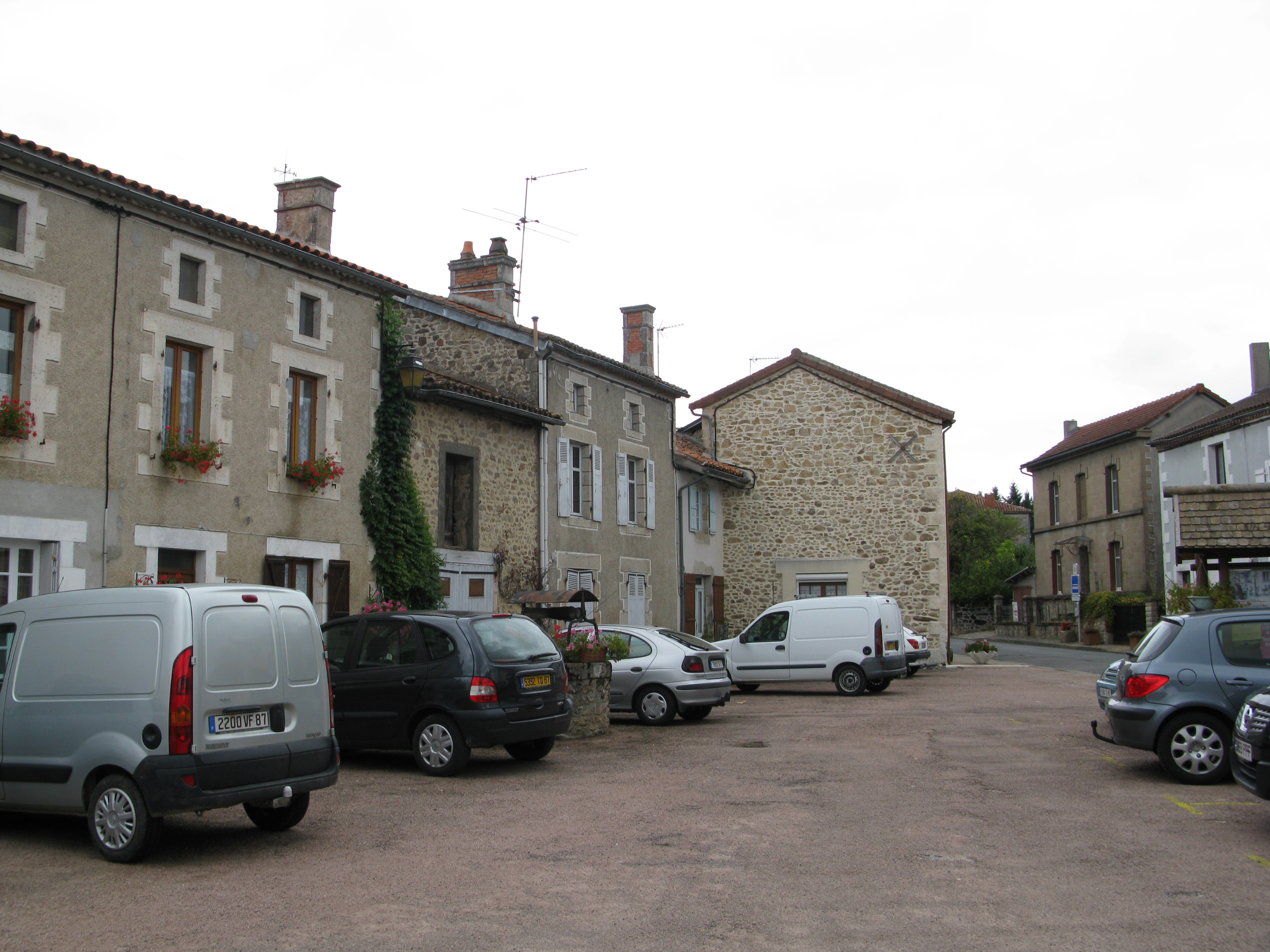
Ortszentrum
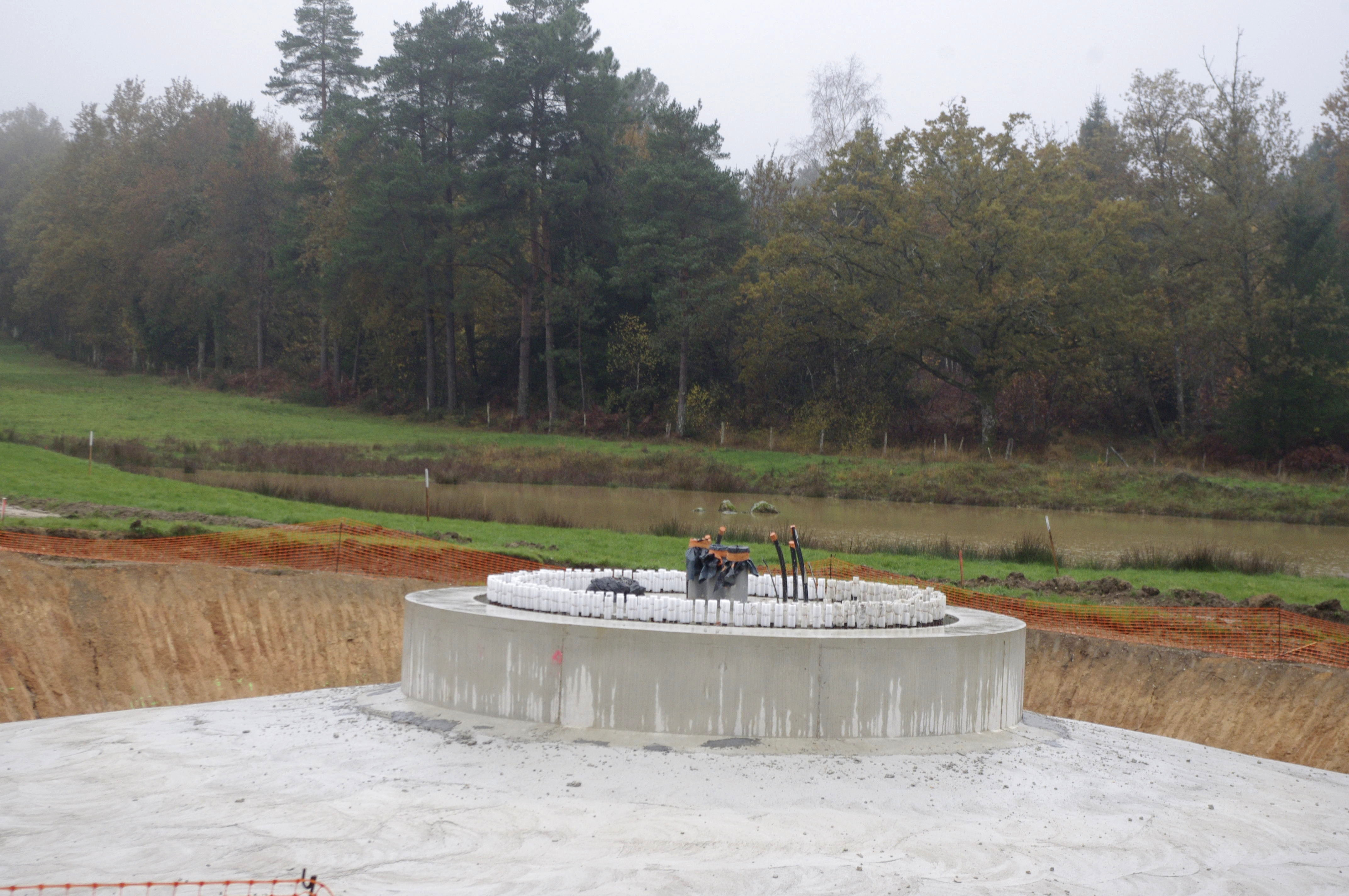
Betonfundament der Windkraftanlage E 1
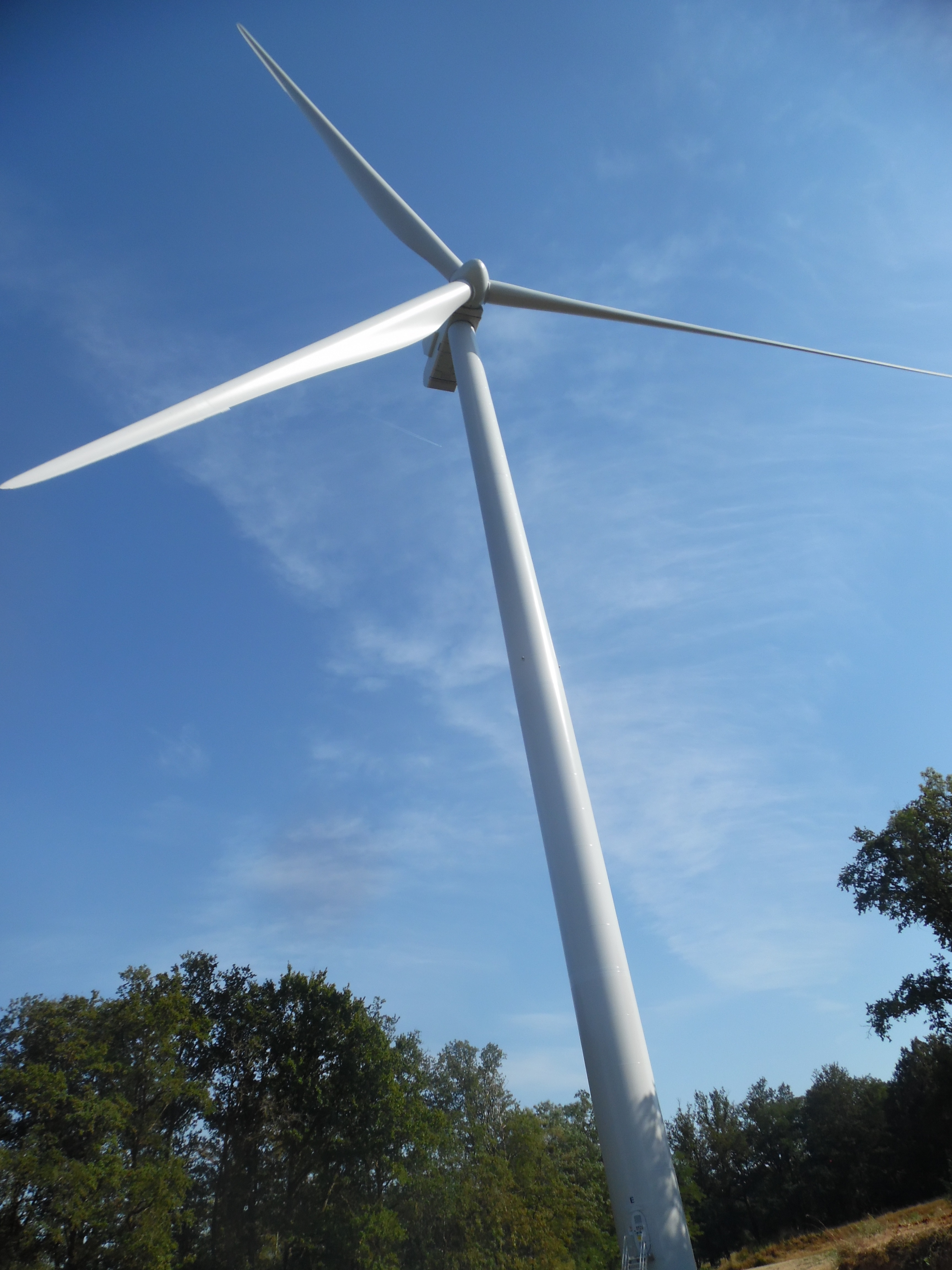
Betriebsfähige Windkraftanlage
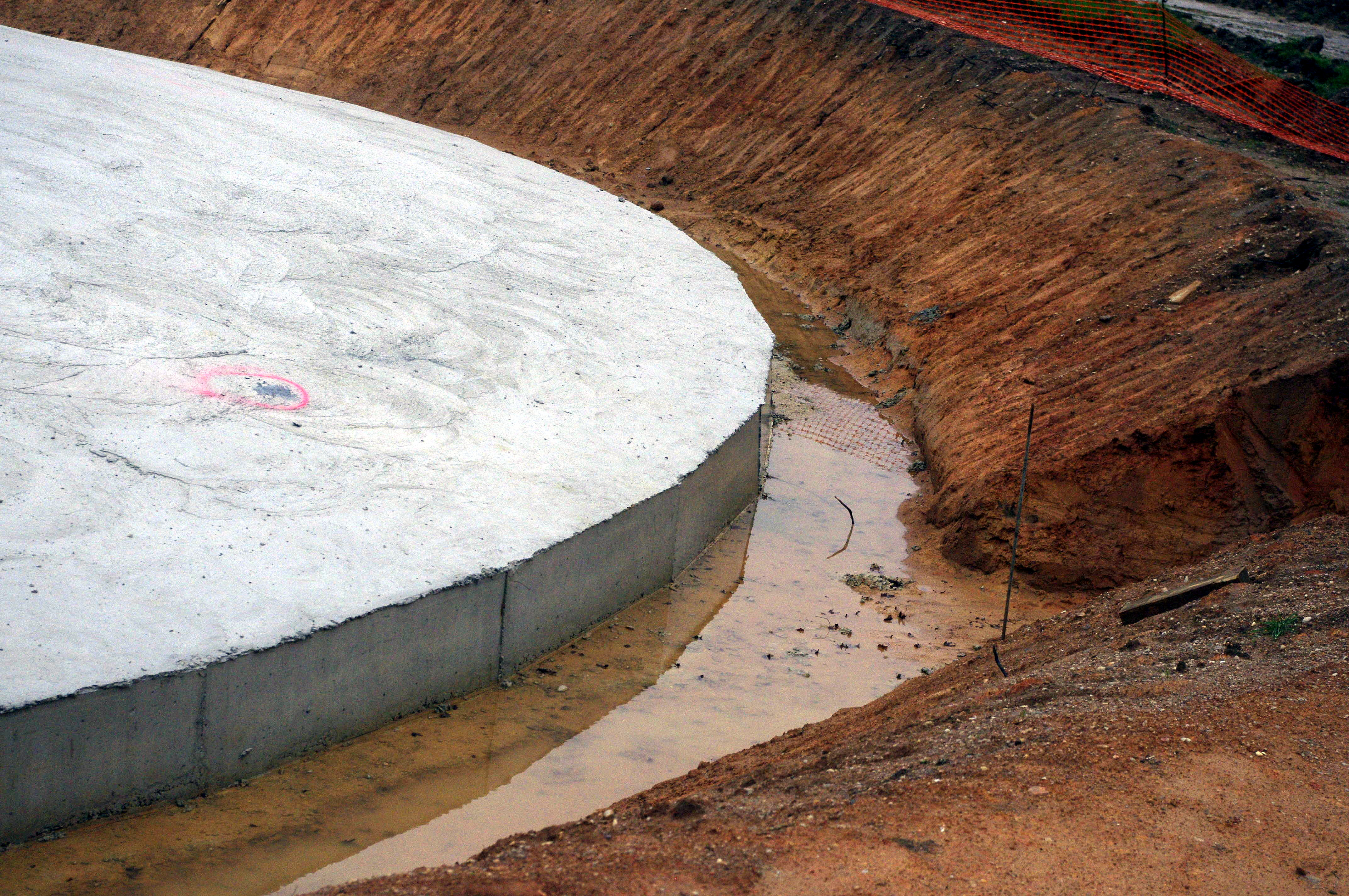
Frisch gegossenes Betonfundament einer Windkraftanlage in pleistozänem Kolluvium
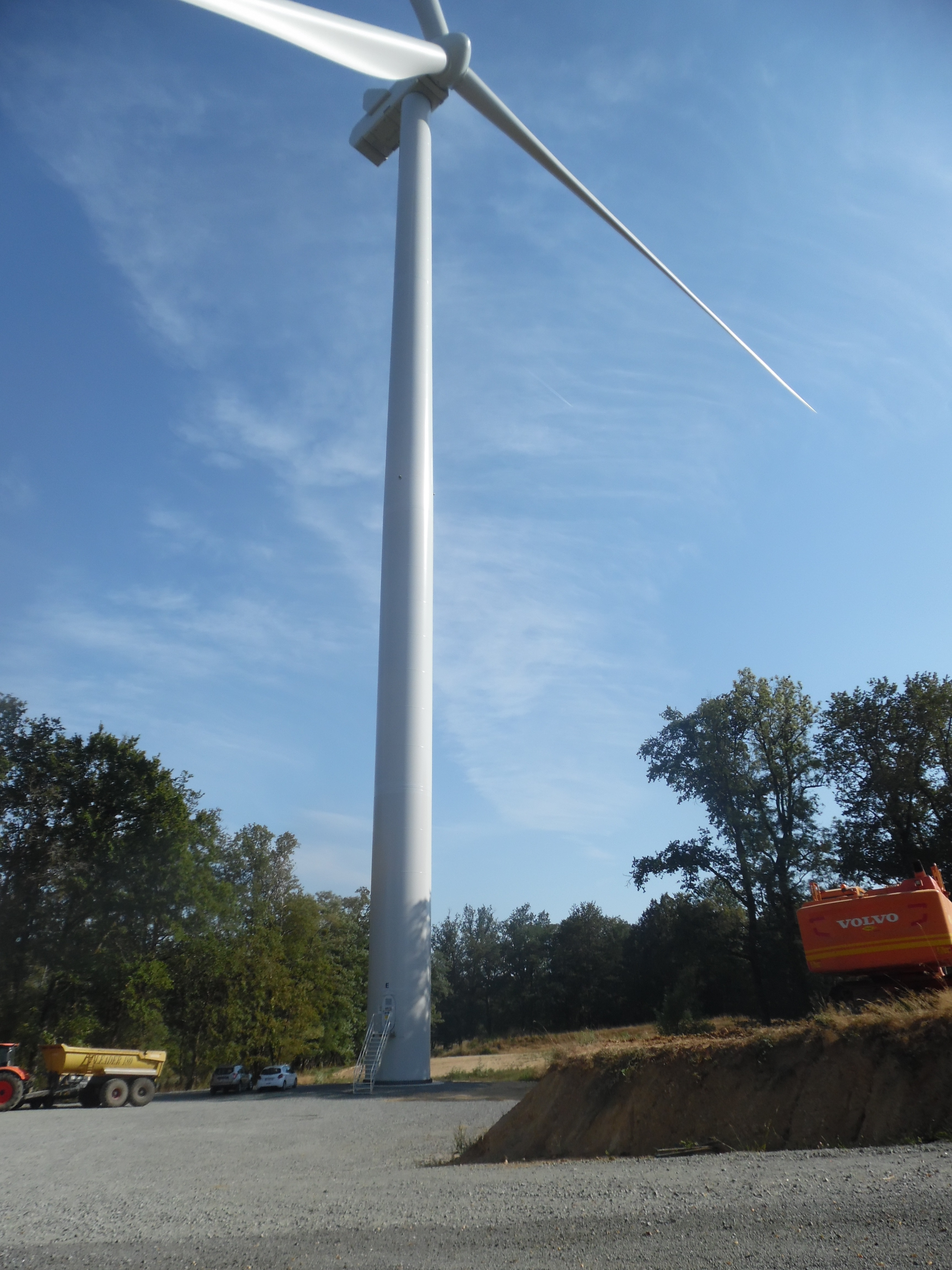
Betriebsfähige Windkraftanlage, anderer Blickwinkel
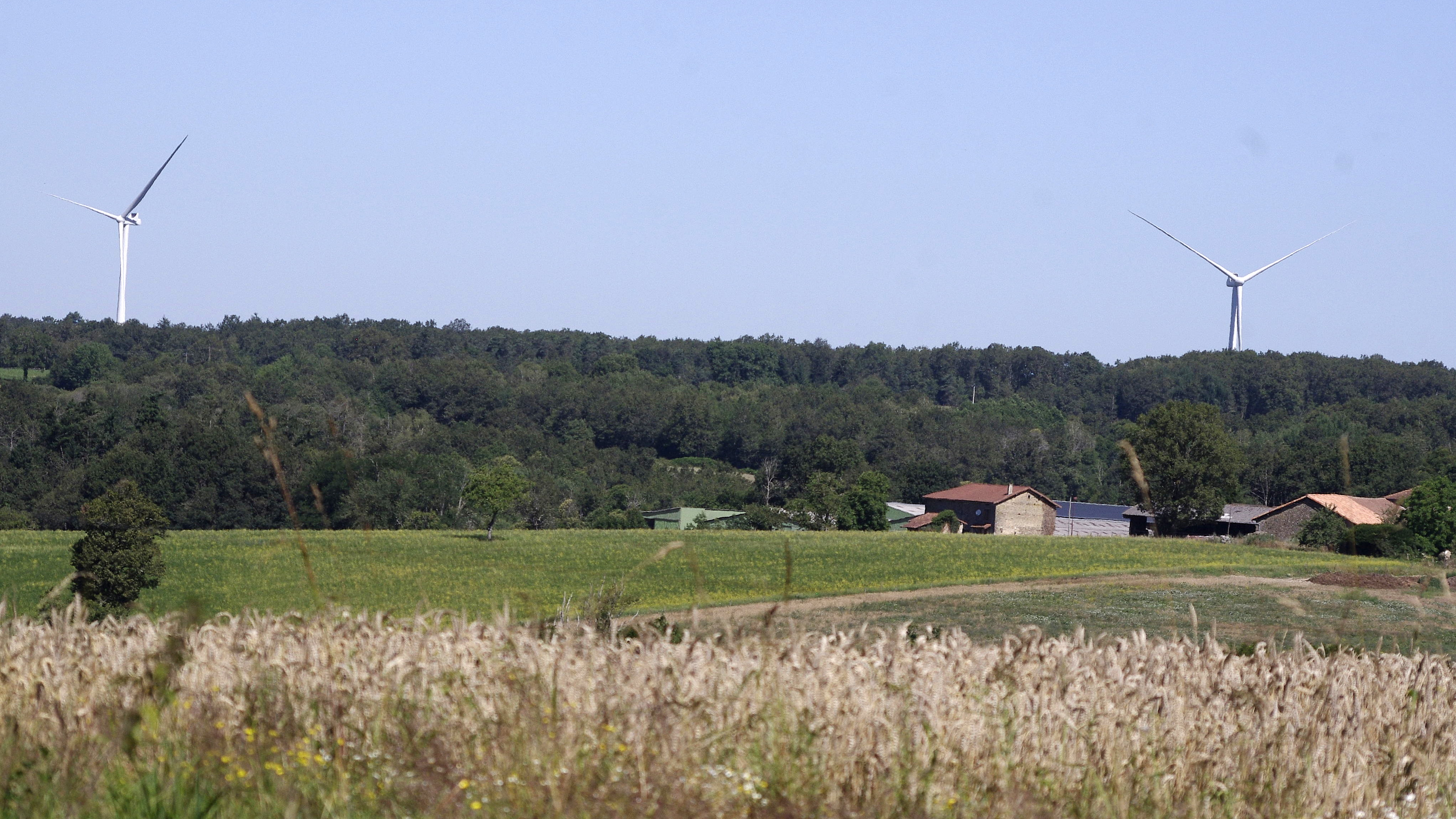
Die beiden Windkraftanlagen, gesehen von Reilhac im Süden